# 長毛砂蘚
長毛砂蘚（学名：[Racomitrium lanuginosum] 错误：{{Lang}}：文本有斜体标记（帮助））为紫萼蘚科砂蘚屬下的一个种。

## 扩展阅读
- 維基物種上的相關：長毛砂蘚